# اكروكا (آيت بوسعيد)
اكروكا هو دُوَّار يقع بجماعة إكرفراون، إقليم الحوز، جهة مراكش آسفي في المملكة المغربية. ينتمي الدوّار لمشيخة آيت بوسعيد التي تضم 15 دوار. يقدر عدد سكانه بـ 509 نسمة حسب الإحصاء الرسمي للسكان والسكنى لسنة 2004.

## روابط خارجية
- البوابة الوطنية للجماعات الترابية
- المندوبية السامية للتخطيط